# Air vice-marshal
Le grade d'air vice-marshal (AVM), en français : « vice-maréchal de l'air », est un grade de la Royal Air Force (RAF). Il existe également dans d'autres forces aériennes, son rang est supérieur à air commodore et immédiatement inférieur à air marshal.

## Origines
Le 1er avril 1918, la toute nouvelle RAF adopte les grades des officiers de la British Army. Les officiers qui aujourd'hui sont air vice-marshal avaient alors le grade de major-général. Pour que la RAF ait ses propres grades, il est suggéré que soient utilisés ceux de la Royal Navy en ajoutant le mot « air » devant le grade. Par exemple, le « air vice-marshal » d'aujourd'hui aurait été « air rear-admiral » (contre-amiral de l'air). L'Amirauté s'opposa à l'utilisation de ses grades, y compris dans leur forme modifiée. C'est ainsi qu'une nouvelle proposition fut avancée : les grades d’air officer seraient basés sur le terme ardian, qui était une forme dérivée d'une combinaison des mots gaéliques « chef » (ard) et « oiseau » (eun), avec le terme squadron ardian désignant l'équivalent d'un rear-admiral et major-general. Cependant, c'est air vice-marshal qui fut préféré et adopté le 1er août 1919.

## Source
- (en) Cet article est partiellement ou en totalité issu de l’article de Wikipédia en anglais intitulé « Air vice-marshal » (voir la liste des auteurs).